# Heroes Are Hard to Find
Heroes Are Hard to Find — дев'ятий студійний альбом британсько-американського гурту «Fleetwood Mac», представлений 13 вересня 1974 року під лейблом «Reprise Records».

## Список пісень
| Сторона 1 | Сторона 1                  | Сторона 1     | Сторона 1 | Сторона 1  |
| #         | Назва                      | Автор         | Вокал     | Тривалість |
| --------- | -------------------------- | ------------- | --------- | ---------- |
| 1.        | «Heroes Are Hard to Find»  | Крістін МакВі | К. МакВі  | 3:35       |
| 2.        | «Coming Home»              | Боб Велч      | Велч      | 3:55       |
| 3.        | «Angel»                    | Велч          | Велч      | 3:55       |
| 4.        | «Bermuda Triangle»         | Велч          | Велч      | 4:08       |
| 5.        | «Come a Little Bit Closer» | К. МакВі      | К. МакВі  | 4:48       |

| Сторона 2 | Сторона 2           | Сторона 2 | Сторона 2       | Сторона 2  |
| #         | Назва               | Автор     | Вокал           | Тривалість |
| --------- | ------------------- | --------- | --------------- | ---------- |
| 1.        | «She's Changing Me» | Велч      | Велч            | 2:58       |
| 2.        | «Bad Loser»         | К. МакВі  | К. МакВі        | 3:25       |
| 3.        | «Silver Heels»      | Велч      | Велч            | 3:26       |
| 4.        | «Prove Your Love»   | К. МакВі  | К. МакВі        | 3:57       |
| 5.        | «Born Enchanter»    | Welch     | Велч            | 2:54       |
| 6.        | «Safe Harbour»      | Велч      | Інструментальна | 2:32       |

## Учасники запису
Fleetwood Mac
- Боб Велч — гітара, вокал, вібрафон
- Крістін МакВі — клавішні, вокал, струнний ансамбль Соліна
- Джон МакВі — бас-гітара
- Мік Флітвуд — ударні, перкусія

## Чарти
| Чарт (1974)           | Найвища позиція |
| --------------------- | --------------- |
| U.S. Billboard 200    | 34              |
| Canadian Albums Chart | 46              |